# Bathypallenopsis scoparia
Bathypallenopsis scoparia is een zeespin uit de familie Pallenopsidae. De soort behoort tot het geslacht Bathypallenopsis. Bathypallenopsis scoparia werd in 1956 voor het eerst wetenschappelijk beschreven door Fage. 